# Arctopora salmon
Arctopora salmon is een schietmot uit de familie Limnephilidae. De soort komt voor in het Nearctisch gebied.